# Marcy-sous-Marle
Marcy-sous-Marle ist eine französische Gemeinde mit 204 Einwohnern (Stand: 1. Januar 2022) im Département Aisne der Region Hauts-de-France (bis 2015: Picardie). Sie gehört zum Arrondissement Laon, zum Kanton Marle und zum Gemeindeverband Pays de la Serre.

## Geographie
Die Gemeinde Marcy-sous-Marle liegt im Westen der Thiérache am Fluss Vilpion, 19 Kilometer nordnordöstlich von Laon. Umgeben wird Marcy-sous-Marle von den Nachbargemeinden Marle im Nordosten und Osten, Voyenne im Süden, Erlon im Südwesten. sowie Châtillon-lès-Sons im Nordwesten.

## Bevölkerungsentwicklung
| Jahr                       | 1962 | 1968 | 1975 | 1982 | 1990 | 1999 | 2006 | 2015 | 2022 |
| Einwohner                  | 279  | 261  | 238  | 265  | 235  | 233  | 207  | 195  | 204  |
| Quellen: Cassini und INSEE |      |      |      |      |      |      |      |      |      |

## Sehenswürdigkeiten
- Kirche Saint-Médard, Monument historique seit 1966[1]

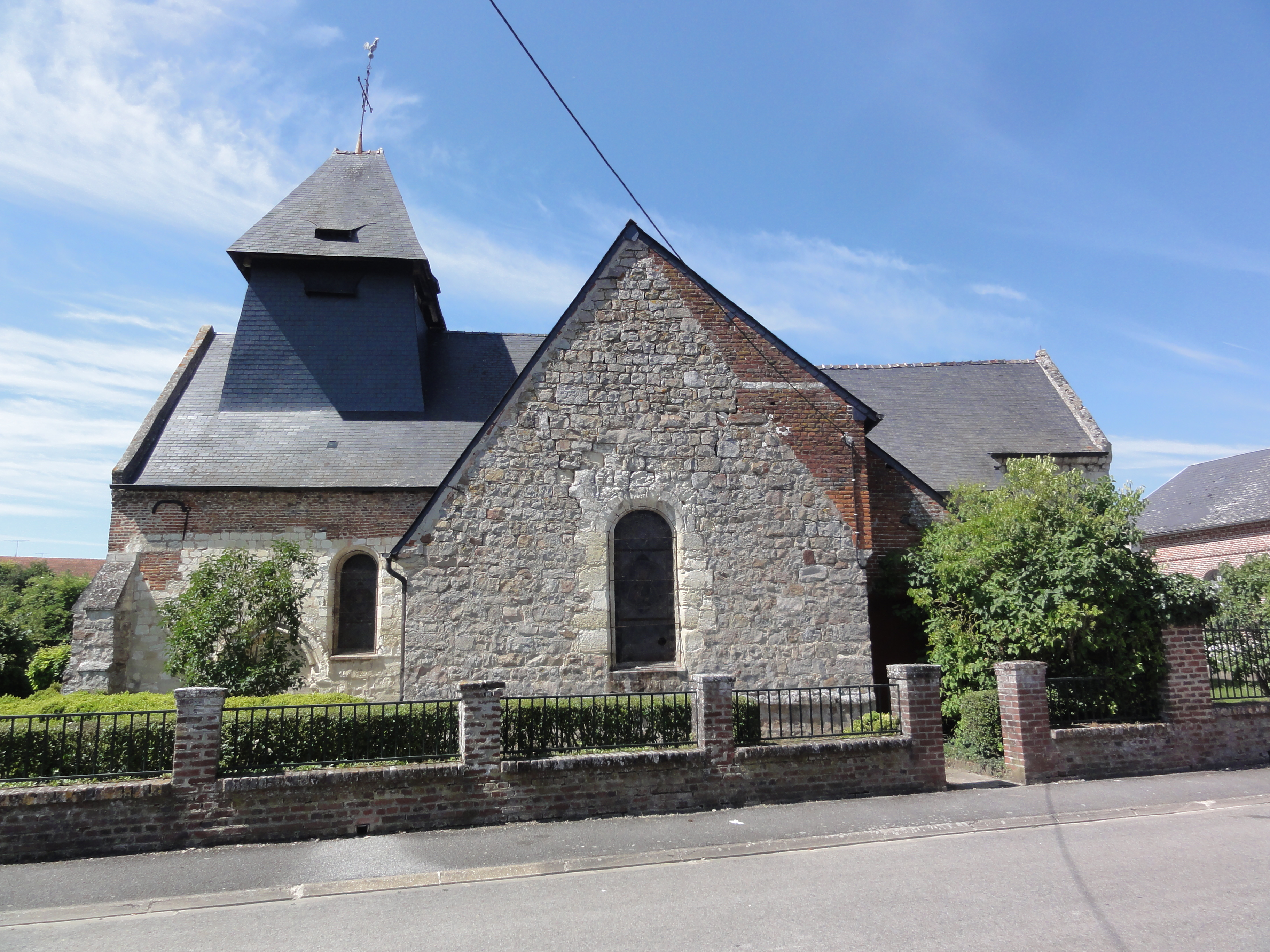
Kirche Saint-Médard
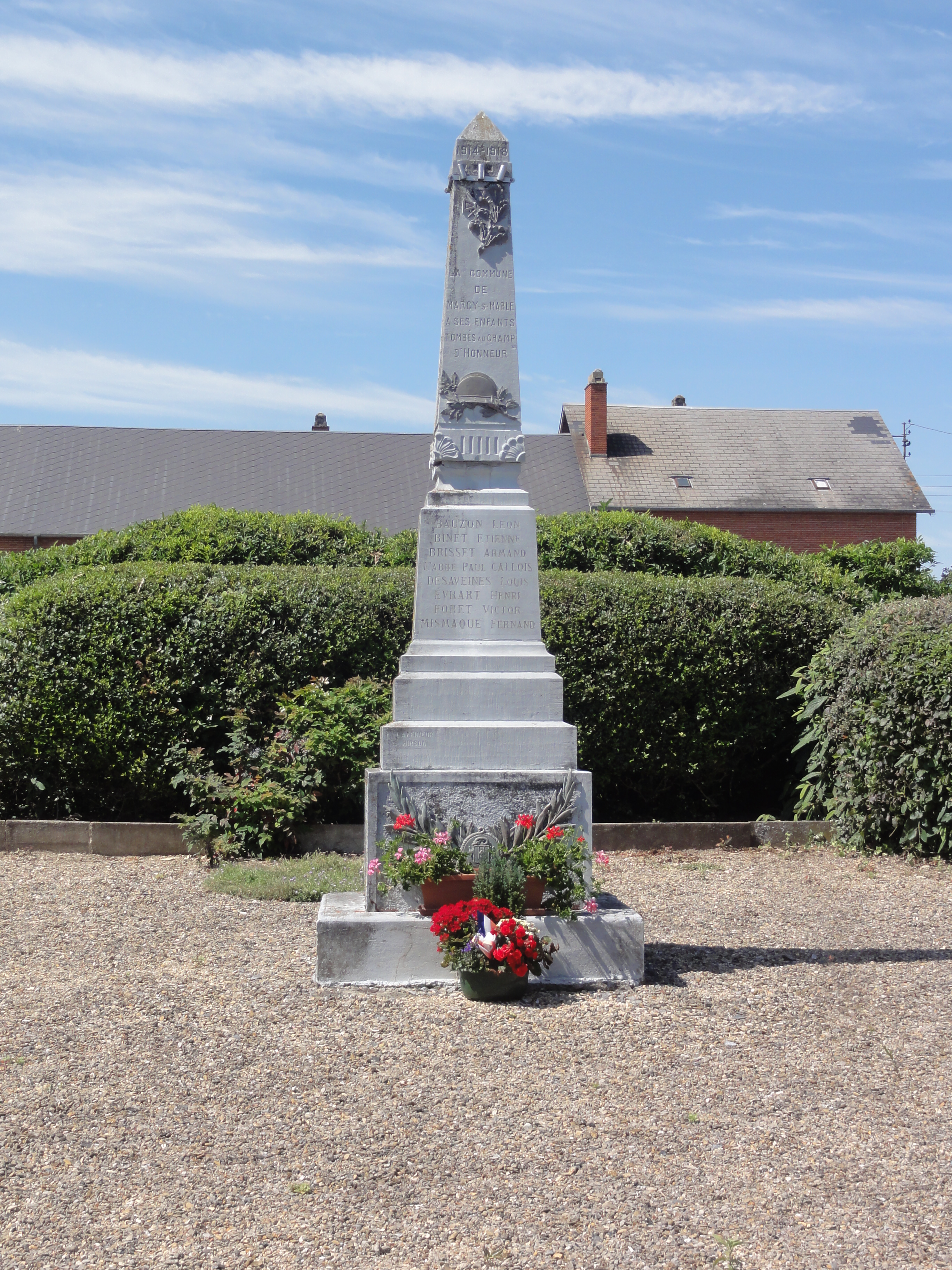
Gefallenendenkmal